# Paseo Durango
Paseo Durango es un centro comercial de dos pisos con un sistema de guardado de autos excelente en la ciudad de Victoria de Durango, capital del estado de Durango, México. es una importante atracción en Durango, contando con diversos restaurantes, salas de cine, tiendas departamentales.

## Lugares de interés notables Y Servicios
- 15 restaurantes de comida rápida.
- Más de una docena de restaurantes de todo tipo.
- Más de 70 tiendas de ropa, joyería, juguetes, accesorios y mucho más.
- Pantalla IMAX y 15 pantallas de cine Cinemex.
- Game Planet
- Hotel Fiesta Inn
- Exposiciones de Ballet.
- Semana de la moda de primavera.
- Servicios de reparación de calzado.
- Inmuebles
- Imagen en desarrollo.

## Anclas
- Liverpool tienda por departamentos
- Sears Roebuck (México) tienda por departamentos
- Suburbia tienda por departamentos
- Cinemex
- Hotel Fiesta Inn
- Walmart